# Patrick Louchart
Pas d'image ? Cliquez ici

a Compétitions nationales et continentales officielles uniquement.

Patrick Louchart, né le 3 mars 1953 à Brive-la-Gaillarde (Corrèze), est un joueur français de rugby à XV (1,77 m pour 88 kg) son poste de prédilection est pilier.

## Carrière de joueur

### En club
- ASPO Brive[1]
- CA Brive
- US Souillac

## Palmarès

### En club
- Vice-champion de France en 1975 avec le CA Brive.